# ふゆしお (潜水艦・2代)
ふゆしお（ローマ字：JS Fuyushio, SS-588, TSS-3607）は、海上自衛隊の潜水艦。はるしお型潜水艦の6番艦。艦名は冬の潮から由来し、この名を受け継いだ日本の艦艇としては、なつしお型潜水艦「ふゆしお」（SS-524）に続き2代目にあたる。

## 艦歴
「ふゆしお」は、中期防衛力整備計画に基づく平成3年度計画2400トン型潜水艦8103号艦として、川崎重工業神戸工場で1991年12月12日に起工され、1994年1月22日に進水、同年9月1日に公試開始、1995年3月7日に就役し、第1潜水隊群第6潜水隊に編入され呉に配備された。
1996年8月27日から11月28日までの間、ハワイ派遣訓練に参加。
1997年3月12日、隊番号の改正により第6潜水隊が第3潜水隊に改称。
2011年3月15日、そうりゅう型潜水艦の3番艦「はくりゅう」の就役にともない練習潜水艦に種別変更され艦籍番号がTSS-3607変更。潜水艦隊直轄第1練習潜水隊（呉基地）に編入された。この際、魚雷を陸揚げし、魚雷発射管室に実習員講堂を配置するなどの改装を行っている。
2013年9月20日から9月28日、海上自衛隊主催合同軍事演習「パシフィック・リーチ2013」に参加。
2015年3月6日、除籍。定係港は呉であった。

### 歴代艦長
| 代 | 氏名       | 在任期間               | 出身校・期          | 前職               | 後職                      | 備考    |
| -- | ---------- | ---------------------- | ------------------- | ------------------ | ------------------------- | ------- |
| 1  | 渡部年晴   | 1995.3.7 - 1995.12.19  | 皇學館大・ 25期幹候 | ふゆしお艤装員長   | 潜水艦隊司令部            |         |
| 2  | 矢野一樹   | 1995.12.19 - 1997.3.25 | 防大22期            | 潜水艦教育訓練隊付 | 東京業務隊付              |         |
| 3  | 田中太彦   | 1997.3.26 - 1998.8.9   | 防大23期            | はるしお艦長       | 横須賀基地業務隊補充部付  |         |
| 4  | 土肥弘実   | 1998.8.10 - 2001.3.22  | 防大25期            | 潜水艦隊司令部付   | 海上自衛隊幹部学校        |         |
| 5  | 籠合貴年   | 2001.3.23 - 2003.1.9   |                     | 潜水艦教育訓練隊   | 潜水艦教育訓練隊教育科長  |         |
| 6  | 中村 真    | 2003.1.10 - 2004.9.12  |                     | 潜水艦教育訓練隊   | はましお艦長              |         |
| 7  | 渡邊智弘   | 2004.9.13 - 2005.7.31  |                     | 潜水艦教育訓練隊   |                           |         |
| 8  | 松本真一   | 2005.8.1 - 2008.3.25   | 防大31期            | 潜水艦隊司令部     | 潜水艦隊司令部幕僚        |         |
| 9  | 笹木雅仁   | 2008.3.26 - 2009.11.30 | 防大31期            | 潜水艦教育訓練隊   | そうりゅう艦長            |         |
| 10 | 天野浩一   | 2009.12.1 - 2012.2.23  | 防大32期            | 呉地方総監部防衛部 | 海上自衛隊第1術科学校教官 | 3等海佐 |
| 11 | 東川知己   | 2012.2.24 - 2014.3.31  |                     | なるしお艦長       | 潜水艦隊司令部            |         |
| 12 | 喜多村宗範 | 2014.4.1 - 2015.3.6    |                     | まきしお艦長       | 第1潜水隊群司令部         |         |